# Fekete Lyuk

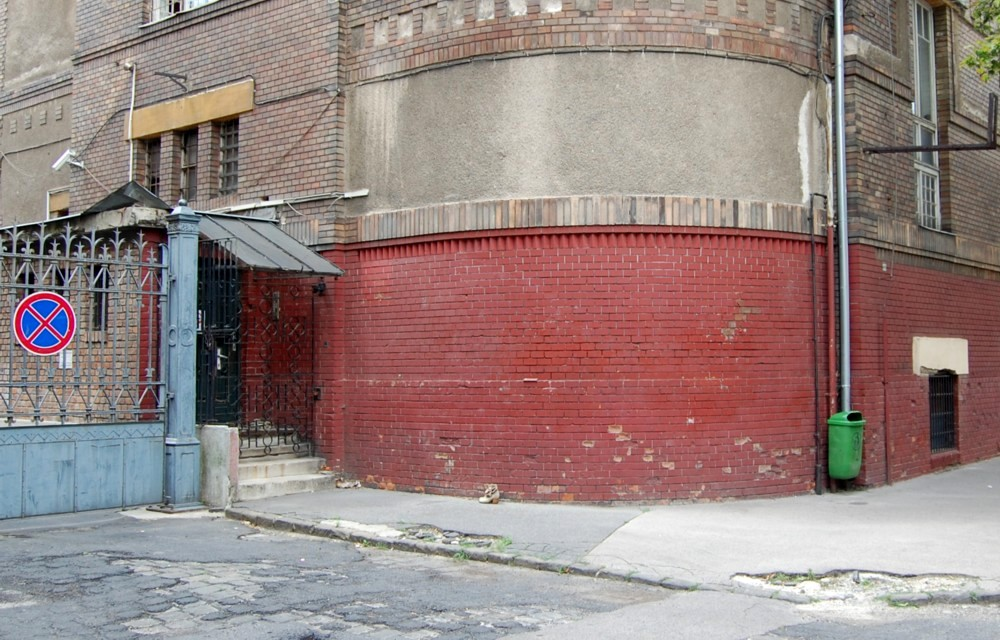
A Fekete Lyuk hajdani bejárata a Golgota utcában (2017)

A Fekete Lyuk (vagy Yuk, III/III-as klub) egy legendás budapesti underground szórakozóhely volt a rendszerváltás időszakában. Az 1980-as évektől kezdődően a magyar alternatív és független könnyűzenei élet hazai (és sokak szerint kelet-európai) központja volt. A helyet gyakran Alternative Music Centernek is nevezték a hivatalos programok szórólapjain.

## Története
A VIII. kerületi MÁVAG-kolónia és a volt Ganz–MÁVAG gyártelep között húzódó Golgota utcában megbújó pinceklub a jól ismert Vörösmarty Művelődési Ház alatt helyezkedett el. Eleinte csak néhány teremmel, majd az évek folyamán két különálló italárusító egység pultjával kiegészülve.
A szórakozóhelyet sok támadás érte a média részéről, így a rendőri jelenlét mondhatni állandó volt a környéket körülvevő utcákon és tereken. Az Orczy út és a Vajda Péter utca találkozásánál lévő Golgota téren gyakoriak voltak a verekedések, balhék a nyitvatartás körüli időszakokban.
Számos, ma meghatározónak számító művész kezdte pályafutását a Fekete Lyukban. A hely nyitott volt a művészet és a zene számos formájának. A legjobb napjait a kilencvenes évek legelső néhány évében élő szórakozóhely példaként szolgálhatott később olyan klubok létrehozásánál, mint a Tilos az Á vagy a Total Car. A rendszerváltással könnyülő utazási feltételek egyre több nyugati alternatív zenekarnak tették lehetővé a magyarországi fellépését. Ebben igen nagy részt vállalt a Fekete Lyuk is, amelynek színpadán számos korabeli, jó nevű együttes fellépett a magyar tehetségek mellett. A közönség soraiban megfordultak a csövesek, punkok, alterosok, metálosok és egyéb szubkultúrák képviselői mellett a fiatal értelmiség tagjai, egyetemisták és főiskolások is.
2018-ban a budapesti Kiscelli Múzeum kiállítást rendezett az 1988-1994 között virágkorát élő klubról, amelyhez az adományozott tárgyak mellett a múltban ott fellépő művészekkel (Nagy Feró, Kovács Zoltán-AMD, Tizedes, Szakácsi Gábor-C.A.F.B.) készült interjúkat is bemutatták.

## Változások
A kilencvenes évek közepe előtt a klub népszerűsége visszaesett. Először Yuk, majd később III/III-as klub névre változtatták a hely nevét.

## Rockland
Az épület felső részében elhelyezkedő "Vörösmarty Művelődési Ház" a későbbi időszakban, "Rockland" néven is működött. A "Body Count" (Ice-T), a "Beastie Boys" és a "Sepultura" is fellépett a Rockland színpadán.

## A Fekete Lyuk zenekarai
A múltban itt játszó, később híressé vagy elismertté vált előadók egy része:
| - Tankcsapda - Aurora - Crime and the City Solution - Trottel - Kispál és a Borz - C.A.F.B. - Pál Utcai Fiúk - A.M.D. - Sziámi - The Perfect Name - Kortársak | - Lágyan Suttogó Dallamok - V.H.K. - Leukémia - Sex Action (Action) - Hisztéria - Rés - Rituális rémtettek - F.O. System - Waszlavik „Gazember” László |